# 乙女哲学
『乙女哲学』（おとめてつがく）は、凌(Ryo)による日本の日常系4コマギャグ漫画作品。コミックスマートが運営するウェブコミック配信サイト『GANMA!』にて、2014年6月26日から2019年7月12日まで隔週金曜日で連載された。
単行本はKADOKAWA/メディアファクトリーより既刊2巻が刊行されている。
本作はナルシスト、ビッチ、腐女子の3人の残念な女子高生を中心とした10本未満の4コマ漫画で1話が構成されている一話完結型の漫画作品である。

## 登場人物
声優はYouTube版。
→ YouTube版再配信後の声優

### 主要人物
瀬名あいか（せな あいか）
声-なるみ → 飯富梓（再）
超絶ナルシストで抜けている部分のある女子高生。髪型は基本的にツインテールで、子供っぽい言動も多い。
美野里、恵令奈とはクラスメイトであり、ツッコミに回ることが多いこともあり、荒い言動が少なくない。リア充にコンプレックスを持つ。
ナルシストが行き過ぎた結果、美野里、恵令奈と対照的に学業や生活態度は真面目で2人の勉強を見ることが多い。
親戚の根宜が苦手である一方、マナカを可愛がっている。
日向美野里（ひなた みのり）
声-小室洋子 → 久保田あつな（再）
魅惑のマシュマロボディに生まれ持った気だるい顔で男子を魅了するビッチな女子高生。
初期は複数の男との男遊びをしている言動が目立ったが、回が進むにつれて、男性との交際の描写より恵令奈に対して百合 な言動の方が目立つようになる。恵令奈同様に学業に不真面目。
辻本恵令奈（つじもと えれな）
声-相馬弥憂 → 舩木詩子（再）
モデル体型かつ整った顔立ちの美人の女子高生。しかし、腐女子である。
ホモゲーやBL本などに勤しむ腐女子であるが、ジャンルなどのこだわりが強いために腐女子友達を持たない一匹狼である。美野里同様に学業に不真面目である。

### 後輩
佐藤雫（さとう しずく）
声-和仁美里 → 遠野まゆ（再）
あいか、美野里、恵令奈の後輩である女子高生。いわゆるバンギャルでマイクを持つと性格が変わる。観月とは別の中学だが、中学3年の冬に知り合う。
宮崎観月（みやざき みつき）
声-平山瑤子（再）
雫の親友で美野里並みの百合趣向の女子高生。中学3年の冬に知り合った雫を偏愛しており、雫以外には慇懃無礼な言動が目立ち、チェーンソーの使用も辞さないほどの過激な性格の持ち主で雫が絡むと不穏な言動が多くなる。大金持ちの娘である。

### あいかの親族
根宜メグル（ねぎ メグル）
声-長野嵩（再）
あいかの親戚の男子高生。ナルシストかつドS。
マナカ
あいかの親戚の小学生。あいかを内心嫌っている。

### D組
来海まりん（くるうみ まりん）
あいかと違うクラス・D組の女子生徒。あいか同様のナルシストで売り出し中の現役アイドルでもある。
初期設定の身長は152cmである。
赤羽根瑠衣（あかばね るい）
まりんの友人かつクラスメイト。ボーイッシュな女子高生。
新村礼子（しむら れいこ）
まりんの友人かつクラスメイト。ゆるふわ系女子。

### その他
古泉宗一郎（ふるいずみ そういちろう）
声-林裕人（再）
根宜と同じ学校に通う男子高生で生徒会所属。恵令奈に惚れてしまう。
別府禄郎（べっぷ ろくろう）
声-松苗秀樹（再）
根宜と同じ学校に通う男子高生。強面。デリカシーに欠けている部分がある。

## 書誌情報
- 凌(Ryo) 『乙女哲学』KADOKAWA（メディアファクトリー)、既刊2巻（2016年4月23日現在）
  1. 2015年11月21日発売、ISBN 978-4-04-067929-7
  2. 2016年4月23日発売、ISBN 978-4-04-068325-6